# Sophie Hénaff
Pour les articles homonymes, voir Hénaff.
Œuvres principales
- Poulets grillés (2015)
- Rester groupés (2016)
- Art et Décès (2019)

Sophie Hénaff, née le 9 août 1972, est une journaliste, romancière et traductrice française, auteure de quatre romans policiers humoristiques.

## Biographie
Elle travaille au magazine Cosmopolitan, où elle tient une chronique humoristique.
En 2006, elle traduit en français le roman Monsieur fait le ménage (Clean Like a Man) de l'écrivain américain Tom McNulty. 
Elle fait paraître en 2015 Poulets grillés, un roman policier humoristique, [réf. nécessaire] teinté de féminisme, dont le récit est centré sur une escouade du 36, quai des Orfèvres dirigée par la jeune et dynamique commissaire Anne Capestan. Le roman remporte le prix Polar en séries, le prix Arsène-Lupin et le prix des Lecteurs du Livre de poche 2016.
Rester groupés, le deuxième volet de la série, est publié en 2016. Le troisième, Art et décès, paraît en 2019. Le quatrième, Drame de Pique, paraît en 2023.

## Œuvre

### Romans policiers humoristiques

#### SérieCommissaire Anne Capestan
- Poulets grillés, Paris, Éditions Albin Michel, 2015 ; réédition, Paris, LGF, coll. « Le Livre de poche » no 34116, 2016  (ISBN 978-2-253-09524-8).
- Rester groupés, Paris, Éditions Albin Michel, 2016 ; réédition, Paris, LGF, coll. « Le Livre de poche » no 34512, 2017  (ISBN 978-2-253-09244-5).
- Art et Décès, Paris, Éditions Albin Michel, 2019  (ISBN 978-2-226-44102-7).
- Drame de pique, Paris, Éditions Albin Michel, 2023  (ISBN 978-2-226-47552-7)

### Romans
- Voix d'extinction, Paris, Éditions Albin Michel, 2021  (ISBN 978-2-226-40293-6).
- Police people, Paris, Éditions Albin Michel, 2025

### Nouvelles
- Docteur Mireille Ferret, dans La Nouvelle du lendemain, anthologie numérique organisée pendant le confinement par la Ligue de l’Imaginaire, le festival Lisle noir et Cultura, 2020[3]

## Prix
- Prix polar en série Quai du polar 2015 pour Poulets grillés[4]
- Prix Maya 2022 pour Voix d'extinction[5]